# Molières (Lot)
Molières é uma comuna francesa na região administrativa de Occitânia, no departamento de Lot. Estende-se por uma área de 12,77 km². Em 2010 a comuna tinha 367 habitantes (densidade: 28,7 hab./km²).